# Санто, Тамаш
Тамаш Санто (венг. Tamás Szántó; 18 сентября 1996 года, Шопрон, Венгрия) — венгерский футболист, играющий на позиции полузащитника. Ныне выступает за австрийский клуб «Рапид Вена».

## Карьера
Воспитанник венгерского клуба «Шопрон». В 2010 году перешёл в академию австрийского клуба «Рапид». С 2014 года играл за вторую команду, был основным игроком. Провёл 67 матчей, забил 19 мячей.
С сезона 2016/2017 - игрок основной команды «Рапида». 31 июля 2016 года дебютировал в австрийской Бундеслиге в поединке против «Альтах», выйдя на замену на 63-й минуте вместо Арнора Траустасона. 10 сентября забил за Рапид свой первый мяч в ворота «Штурма».
Выступал за юношеские сборные Венгрии.